# Alcis coarctata
Alcis coarctata är en fjärilsart som beskrevs av Edward Alfred Cockayne 1942. Alcis coarctata ingår i släktet Alcis och familjen mätare. Inga underarter finns listade i Catalogue of Life.